# 乔克·吉布森
乔克·吉布森（英語：Jock Gibson，1921年3月25日—1994年12月4日），澳大利亚男子击剑运动员。他曾代表澳大利亚参加1950年大英帝国运动会击剑比赛，获得男子团体佩剑铜牌和男子个人佩剑第六名。